# Batalion Łączności Sztabu Naczelnego Wodza
Batalion Łączności Sztabu Naczelnego Wodza (błącz. Sztabu NW) – oddział łączności Polskich Sił Zbrojnych. Sformowany 28 sierpnia 1944 r. z Oddziału Radio Sztabu Naczelnego Wodza.

## Rodowód i historia formowania
Służba łączności, rozwinięta z czasem z Placówki Radio Sztabu Naczelnego Wodza, poprzez Ośrodek Radiowy Sztabu NW i Oddział Radio Sztabu NW, wreszcie batalion łączności Sztabu NW, miał za zadanie zapewnienie łączności Sztabowi Naczelnego Wodza PSZ i instytucji centralnych ze wszystkimi jednostkami wojska w kraju i za granicą. Ponadto prowadzenie radiowywiadu, szkolenie i doskonalenie personelu. Zadania te w zależności od okresu wojny ulegały zmianom lub ewoluowały. 

### Służba Radiowa Sztabu Naczelnego Wodza
Tworzenie łączności radiowej Sztabu Naczelnego Wodza rozpoczęto we Francji, po powołaniu władz państwowych i wojskowych na emigracji. Pierwszym organizatorem i szefem utworzonej służby radiowej został mjr Bronisław Mikiewicz. Pierwszym technicznym pododdziałem łączności radiowej była stacja-radiostacja „Regina” wraz z obsługą, która została uruchomiona 25 stycznia 1940 w hotelu „Regina” w Paryżu. Zadaniem stacji było: nawiązanie i uruchomienie łączności Rządu RP i NW z polskimi placówkami w kraju i w państwach sąsiadujących z Polską, prowadzenie radiowywiadu, utrzymywanie łączności pomiędzy gen. broni Kazimierzem Sosnkowskim, a organizującymi się siłami zbrojnymi w podziemiu na terenie kraju. Stacja radiowa „Regina” nawiązała łączność z placówką w Bukareszcie 19 lutego, z placówką w Budapeszcie 8 marca, a z krajem 11 kwietnia 1940. 18 kwietnia utworzono w ramach służby radiowej sekcję radiowywiadowczą i stację radiową z radiostacją korespondencyjną „Angers”. Zadaniem sekcji radiowywiadowczej było: odbiór komunikatów wojennych, audycji radiowych, szyfrowanych telegramów sowieckich, utrzymywanie łączności radiowej z Samodzielną Brygadą Strzelców Podhalańskich w Norwegii. Zadaniem radiostacji „Angers” było: korespondencja z radiostacjami w Polsce, nadawanie audycji dla odbiorców w kraju, korespondencja z placówkami w Rumunii i na Węgrzech. Po podpisaniu rozejmu Francji z III Rzeszą żołnierze i pracownicy zostali ewakuowani do Wielkiej Brytanii wraz z częścią sprzętu i dokumentacji. 

### Placówka Radio Sztabu Naczelnego Wodza
Po ewakuacji z Francji w czerwcu 1940 r. i zainstalowaniu się władz państwowych i wojskowych w Londynie, 10 sierpnia 1940 r. w Stanmore niedaleko Londynu uruchomiono radiostację „Marta”. Oficjalną zgodę na uruchomienie radiostacji Wielka Brytania wydała na początku listopada 1940 r. Do wcześniejszych zadań realizowanych w Paryżu i Angers dodano jeszcze: utrzymanie łączności z I Korpusem Polskim w Szkocji, utrzymanie łączności z placówką w Ankarze. 10 sierpnia nawiązano łączność z Bukaresztem. Na początku listopada 1940 r. powołano oficjalnie Placówkę Radio Sztabu Naczelnego Wodza pod dowództwem kpt. Franciszka Sobeckiego. Jej zadaniem było: utrzymanie łączności dla Sztabu NW, prowadzenie radiowywiadu dla Oddziału II Sztabu NW. Placówka Radio Sztabu NW składała się z:
- obsługi radiostacji korespondencyjnych,
- drużyny podsłuchowej,
- komórki kryptologicznej,
- warsztatu radiowego.

W trakcie pracy nawiązano łączność: 1 września z Warszawą, 5 października z I Korpusem Polskim w Szkocji, 27 października z placówką w Ankarze. W pierwszych dniach lutego 1941 r. w Placówce Radio służyło 2 oficerów, 19 podoficerów i szeregowych, 3 żołnierzy brytyjskich. 

### Ośrodek Radiowy Sztabu Naczelnego Wodza
9 września 1941 r. rozkazem NW Placówka Radio została przeformowana na Ośrodek Radiowy Sztabu NW. W składzie:
- sekcji korespondencyjnej,
- sekcji radiowywiadowczej,
- warsztatu radiowego.

Etat ośrodka przewidywał 25 oficerów, 111 podoficerów i szeregowych i 25 pracowników cywilnych. Dowódcą został mjr Władysław Gaweł, zastępcą kpt. Franciszek Sobecki. 
Sekcją korespondencji dowodził kpt. Leon Górski, a od czerwca 1942 por. Stanisław Kisiel. W sekcji pracowały stacje „Marta-1”, „Loda”, „Marta-2”, później za „Martę-2” radiostacja „Hela”. Od czerwca 1942 jako czwarta radiostacja „Zofia”. Od 1 października 1941 do kwietnia 1943 sekcja korespondencyjna nadała i odebrała 23 580 telegramów, wszystkie telegramy były szyfrowane i odszyfrowywane przez Biuro Szyfrów Naczelnego Wodza. Celem sprostania wzrostowi korespondencji zbudowano nowe centrale nadawczo-odbiorcze w Chipperfield i Barnes Lodge. Obie centrale były połączone kablem 28-parowym o długości 1,5 mili. Od stycznia 1943 r. były przygotowane pomieszczenia do pracy czterech nadajników. W centrali odbiorczej w Barnes Lodge uruchomiono stanowiska odbiorcze.  
W warsztacie radiowym produkowano radiostacje nadawczo-odbiorcze typu A-1, A-2, A-3, B-1, B-2 oraz nadajniki 60 W.

### Oddział Radiowy Sztabu Naczelnego Wodza
Z uwagi na ogrom działań, jesienią 1942 r. nastąpiła rozbudowa łączności na większą skalę oraz zapotrzebowanie na dużą ilość sprzętu radiowego głównie dla Armii Krajowej. Zwiększenie zadań dla AK, wywiadu, wielość kontaktów z jednostkami WP na Bliskim i Środkowym Wschodzie wymusiło podział instytucjonalny służby radiowej. 13 maja 1943 r. Ośrodek Radiowy został podzielony na cztery niezależne od siebie jednostki. Do bezpośredniej dyspozycji Sztabu Naczelnego Wodza sformowano Oddział Radiowy Sztabu Naczelnego Wodza. Oddział Radiowy miał za zadanie: utrzymanie łączności radiowej Sztabu Naczelnego Wodza i instytucji centralnych ze wszelkimi jednostkami wojska w kraju i za granicą , prowadzenie radiowywiadu, doskonalenia i szkolenia personelu. W skład oddziału weszły:
- dowództwo oddziału wraz z pocztem
- pluton gospodarczy,
- kompania radiotelegraficzna (drużyna dowódcy, pluton korespondencyjny, pluton stacyjny, pluton techniczny)
- kompania radiowywiadowcza,
- pluton  ruchomy „B”,
- pluton radiotelegraficzny por. inż. Andrzeja Iwanickiego.

Dowódcą Oddziału od początku czerwca 1943 r. został kpt. inż. Tadeusz Lisicki. Stan etatowy od lipca 1943 r. wynosił 4 oficerów sztabowych, 19 oficerów młodszych, 59 podoficerów, 92 kaprali i 35 szeregowych. Na początku 1944 r. oddział dysponował 14 radiostacjami. Dla porozumiewania się za pośrednictwem radiostacji oddziału przez AK, pomiędzy Komendą Główną, a okręgami uruchomiono centralę z dwoma radiostacjami do łączności wewnętrznej pomiędzy dowództwami AK w kraju. Kompania radiotelegraficzna w styczniu i lutym dziennie załatwiała 105-130 telegramów. Pluton „B” był pododdziałem, który miał towarzyszyć Naczelnemu Wodzowi w „pracy w polu” to jest dowodzeniem wojskami na kontynencie europejskim i zabezpieczeniem jego stanowiska dowodzenia. Posiadał na wyposażeniu cztery radiostacje, trzy do łączności z krajem i jedna z Londynem. Do czasu ewentualnego wyjazdu, wspierał działanie kompanii radiotelegraficznej. Pluton por. Iwanickiego podlegał pod Oddział Radiowy, w okresie od 17 lipca do października 1943 r. Był pododdziałem do obsługi łączności radiowej bazy przeładunkowej dla kraju we Włoszech. Jesienią został przetransportowany do dyspozycji Bazy nr 11 w Brindisi we Włoszech.

## Działania batalionu łączności Sztabu Naczelnego Wodza
28 sierpnia 1944 r. rozkazem Naczelnego Wodza L.dz.1260/Tjn./Org./44 z dnia 25 sierpnia 1944 Oddział Radiowy Sztabu NW został przeformowany w batalion łączności Sztabu Naczelnego Wodza. Batalion jak poprzednio istniejące oddziały radiowe Sztabu NW podlegał Szefowi Łączności Sztabu Naczelnego Wodza. 6 września 1944 uzyskał prawa samodzielnej jednostki ewidencyjnej i gospodarczej. Batalion zgodnie z rozkazem miał zostać zorganizowany najpóźniej do 1 września 1944. Sformowanie batalionu było niezbędne wobec nasilenia pracy radiokomunikacyjnej spowodowanej rozpoczęciem akcji „Burza” w kraju, oraz rozpoczęciem Powstania Warszawskiego, ponadto zwiększeniem aktywności udziału własnych wojsk w walkach na kontynencie europejskim. Batalion składał się z: 
- dowództwa batalionu,
- plutonu gospodarczego,
- kompanii radiotelegraficznej,
- kompanii radiowywiadowczej,
- plutonu radiotelegraficznego ruchomego (dawny pluton „B”).

Etat batalionu to; 4 oficerów sztabowych, 36 oficerów młodszych, 96 podoficerów, 125 kaprali, 63 szeregowych i 42 ochotniczek-kobiet z PWSK. Łącznie 366 żołnierzy i ochotniczek PWSK. 
Zadaniem batalionu było: prowadzenie radiokomunikacji oddziałów Sztabu NW, prowadzenie nasłuchu radiostacji AK, prowadzenie radiowywiadu, zakup części i materiałów dla własnej produkcji i napraw radiostacji, szkolenie personelu eksploatacyjnego na radiostacjach dalekiego zasięgu i stacjach podsłuchowych, których szkolenie w innych jednostkach łączności nie jest możliwe. Łączność z krajowymi radiostacjami AK utrzymywano za pośrednictwem dwóch central rozmieszczonych w King's Langley i Conington. Dużym problemem była słaba i zanikająca okresowo słyszalność radiostacji AK. W sierpniu przekazano 670 000 grup szyfrowych. Szczególne natężenie pracy było przez okres Powstania Warszawskiego. W następnych miesiącach nastąpiło stopniowe zmniejszenie natężenia łączności radiowej z krajem. W końcu grudnia 1944 r. kompania radiotelegraficzna obsługiwała 40 stacji krajowych i 26 w innych krajach Europy. Po zakończeniu działań wojennych w Europie, 1 lipca 1945 dokonano częściowej reorganizacji batalionu oraz częściowej zmiany dyslokacji jego pododdziałów: 
- dowództwa batalionu,
- pluton gospodarczy w Dower-House-Stanmore,
- 1 kompania (dawniej kompania radiotelegraficzna) w Barnes Lodge-King's Langley,
- 2 kompania (dawniej centrale) Conington,
- 3 kompania (dawniej kompania radiowywiadowcza) w The Arches-Felden,
- pluton techniczny w Instade-Stanmore,
- centrala szybkiej radiotelegrafii w Instade-Stanmore.

W skład każdej z trzech kompanii wchodził pluton korespondencyjny i pluton stacyjny. 17 lipca 1945 na skutek zarządzenia władz brytyjskich batalion musiał zaprzestać nadawania telegramów. 27 grudnia 1945  r. władze brytyjskie zarządziły zdeponowanie w magazynach brytyjskich wszelkiego sprzętu radiowego. W początkowych miesiącach 1946 r. nastąpiło całkowite wygaszenie działalności batalionu i jego praktyczne rozformowanie. 